# Halles de Questembert
Les halles de Questembert sont situées au bourg de Questembert dans le Morbihan.

## Historique
Une ancienne halle est construite sur l'emplacement de l'ancienne Cohue. Rien ne subsiste de cette première halle, dont la date de construction reste inconnue, sauf le nom de son propriétaire, Jérôme de Carné, seigneur de Cohignac (vraisemblablement le créateur des foires de Questembert) en 1552. Ruinée, elle est reconstruite en 1675 par le charpentier Étienne Charpantier, qui a gravé le millésime « 1675 » sur l’entrait de la neuvième ferme du vaisseau central à partir de l’Est. Ces halles du XVIIe siècle sont alors les plus grandes construites en Bretagne à l’époque de Louis XIV, couvrant 850 m2 (54,50 m de longueur, 15,60 m de largeur pour une hauteur de 13,65 m), et parmi les plus vieilles de France.
À cette époque, les marchandises s’exposaient sur des étaux mobiles dressés à chaque marché et sur des étagères fixées contre les poteaux. Le sol, laissé en terre battue, était simplement dressé pour faciliter l’écoulement des rejets liquides provenant de la découpe de certaines denrées alimentaires (viandes, poissons...).
Les halles de Questembert sont rachetées le 13 avril 1845 par la municipalité à leur dernier propriétaire noble, Hippolyte-Marie-Guillaume de Rosnyvinen de Piré.
Considérées alors à l’état de ruines, elles font l’objet d’un classement au titre des monuments historiques le 18 septembre 1922 et sont depuis l’objet de plusieurs campagnes de restauration (notamment une rénovation complète, couverture et charpente, en 1997).

## Utilisation
Toute l'année, les halles de Questembert accueillent le marché régional hebdomadaire du lundi et le marché des producteurs locaux le mercredi. Elles sont également au cœur de plusieurs événements culturels, comme le Salon du livre jeunesse ou les Festives Halles (festival de théâtre de rue). Enfin, elles accueillent régulièrement des concerts et d'autres animations.

## Architecture
Les halles de Questembert, comme les halles bretonnes, n'ont pas de caractéristiques régionales propres mais reflètent pérennité et mutation d'une architecture fonctionnelle liée aux aléas des conjonctures économiques.
Le bâtiment de Questembert consiste, au niveau externe, en un grand toit en bâtière avec croupes en pignon et qui adopte la structure interne d'une église, ce qui lui vaut le surnom local de « cathédrale ». Le large vaisseau central entièrement en bois de chêne est constitué de 18 travées et est accosté de bas-côtés ouverts pour permettre l’aération. La nef centrale est réservée à la circulation des chalands. Elle se double d'ailes latérales que sépare une série de 80 piliers qui délimitent ainsi des « cellules » commerciales. Les collatéraux sont réservés aux marchands. L'élément principal de l'ouvrage est sa charpente qui constituait une source d'ennuis et de dépenses régulières pour les receveurs et pour les usagers qui en finançaient l'entretien. Une toiture débordante d'ardoises et au faîtage élevé, recouvre le vaisseau central.

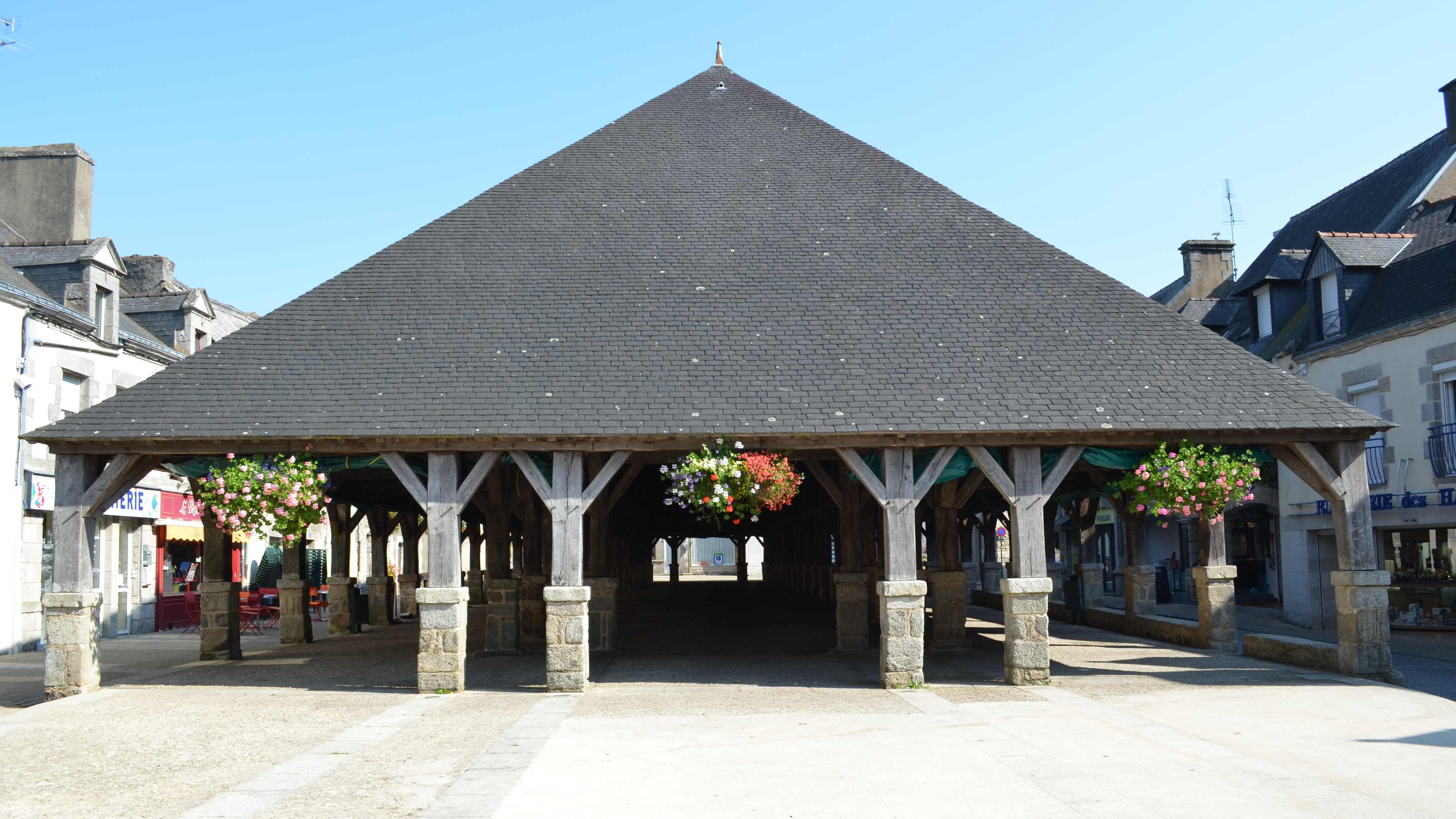
Vue de face
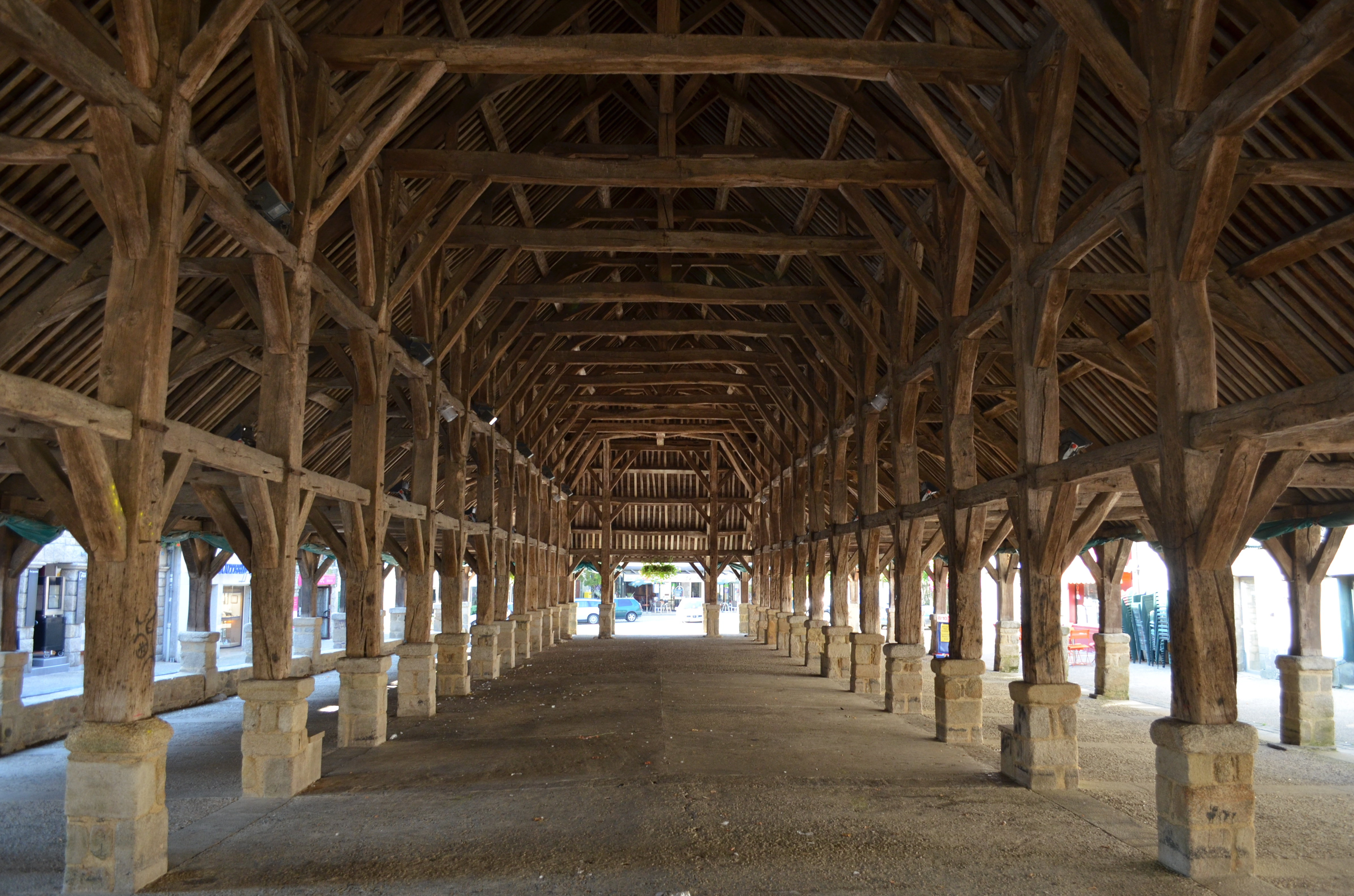
Vue intérieure